# Canton Berna

Logo

Il Canton Berna (in tedesco Kanton Bern; in dialetto alto alemanno: Kanton Bärn; in francese Canton de Berne) è un cantone bilingue della Svizzera. Ha una popolazione di quasi 1 040 000 abitanti. Si trova nella parte centro-occidentale della nazione, e la città di Berna è la sua capitale. La popolazione di otto circondari amministrativi parla il locale dialetto svizzero-tedesco chiamato Bärndüütsch; il circondario del Giura Bernese è ufficialmente di lingua francese (ma è diffuso non ufficialmente il tedesco in alcuni comuni), mentre il circondario di Bienna è bilingue (francese e tedesco).

## Geografia fisica
È il secondo cantone svizzero per dimensioni. Confina con il Canton Giura e il Canton Soletta a nord. A ovest si trova il Canton Neuchâtel, il Canton Friburgo e il Canton Vaud, a sud il Canton Vallese. Ad est del Canton Berna si trovano: Canton Uri, Canton Nidvaldo, Canton Obvaldo, Canton Lucerna e Canton Argovia.
È attraversato dal fiume Aar, affluente del Reno, e dai suoi tributari. L'area del cantone viene comunemente divisa in tre parti. L'Oberland Bernese (Berner Oberland) che giace nella parte sud del cantone ed è parte delle Alpi. La vetta più alta dell'Oberland Bernese è il Finsteraarhorn con 4274 m. I famosi luoghi di villeggiatura attorno a Interlaken e allo Jungfrau (4158 m) sono situati in quest'area. Altri luoghi di villeggiatura dell'Altipiano Bernese sono: Thun, Meiringen e Aareschlucht, Grindelwald, Mürren e Kandersteg. L'intera area è molto montagnosa ed è rinomata per la bellezza del panorama. Di conseguenza il turismo è una delle principali fonti di entrate dell'Oberland Bernese.
Il Mittelland Bernese (Berner Mittelland) è costituito dalla valle del fiume Aar, del fiume Emme, e da alcune delle colline ai piedi delle Alpi Bernesi, così come dalla piana attorno alla capitale, Berna. Più a nord del cantone si trova la Regione dei Laghi (Seeland), che è concentrata attorno al Lago di Bienne. Questa zona è bilingue, visto che si parla sia francese che tedesco. Il Giura bernese è la regione più settentrionale del cantone, la lingua ufficiale di questa zona è il francese. Il Canton Berna ha un'exclave, ossia Münchenwiler, nel Canton Friburgo. La superficie totale del cantone è di 5958 km².

### Montagne
Il Cantone è interessato dalle seguenti sezioni e sottosezioni alpine:
- Alpi Bernesi (Alpi Urane, Alpi Bernesi in senso stretto, Alpi di Vaud)
- Prealpi Svizzere (Prealpi Bernesi, Prealpi di Vaud e Friburgo, Prealpi di Lucerna e di Untervaldo).

## Storia
L'area del Canton Berna consiste di territori acquisiti dalla sua capitale, principalmente tra il XIV e il XVI secolo, sia a seguito di conquiste che di acquisizioni. I distretti acquisiti includono (viene riportata la data di acquisizione):
- Laupen (1324)
- Hash e Meiringen (1334)
- Thun e Burgdorf (1384)
- Unterseen e l'Alta Valle del Simme (1386)
- Frutigen (1400)
- Bassa Valle del Simme (1439–1449)
- Interlaken, con Grindelwald, Lauterbrunnen e Brienz (1528)
- Saanen o Gessenay (1555)
- Köniz (1729)
- il Giura bernese e il distretto bilingue di Bienna (1815, dal vescovado di Basilea).

Alcune regioni precedentemente conquistate lasciarono il cantone nel 1798: Argovia (1415), Aigle e Grandson (1475), Vaud (1536), e il Pays d'En-Haut incluso Château-d'Œx (1555). Dal 1798 al 1802 l'Oberland formò un cantone separato della Repubblica Elvetica, chiamato Canton Thun, con Thun come sua capitale. Alcune porzioni di lingua francese del Canton Berna si separarono alla fine del XX secolo, e dal 1979 sono parte del Canton Giura. Le porzioni di lingua francese rimaste nel Canton Berna formano la regione del Giura bernese.
Il Canton Berna si unì alla Confederazione Elvetica nel 1353 e fu tra il 1803 e il 1814 uno dei sei cantoni direttoriali della Confederazione Svizzera.

## Politica
L'attuale costituzione cantonale risale al 1893. Nel 1906 la costituzione venne emendata per introdurre l'elezione popolare diretta dell'esecutivo (Consiglio di Stato) che è composto da sette membri. Un seggio di consigliere esecutivo è garantito dalla costituzione ad un cittadino francofono del Giura bernese. Il parlamento cantonale è composto da 160 seggi. 12 seggi sono garantiti alla regione francofona del Giura bernese. La popolazione francofona del distretto bilingue di Bienna si vede garantire 3 seggi al parlamento cantonale.
Membri dell'esecutivo cantonale:
- Pierre Alain Schnegg (Unione Democratica di Centro), presidente
- Beatrice Simon (Partito Borghese Democratico), vicepresidente
- Christine Häsler (Partito Ecologista Svizzero)
- Christoph Neuhaus (Unione Democratica di Centro)
- Cristoph Ammann (Partito Socialista)
- Philippe Müller (Partito Liberale Radicale)
- Evi Allemann (Partito Socialista)

## Economia
Il turismo è la principale fonte di entrate dell'Oberland Bernese. Altri settori importanti sono, l'agricoltura (in particolare l'allevamento di bestiame e la produzione di formaggi), e la produzione di energia idroelettrica. Il formaggio bernese Emmentaler è noto in tutto il mondo. Per contrastare le diverse imitazioni, l'Emmental originale è stato denominato "Emmentaler" a garanzia del prodotto.
Nel Mittelland Bernese il terreno è più fertile. L'agricoltura è di grande importanza, ma questa parte del cantone è anche molto industrializzata. Piccole e medie imprese sono importanti fornitori di impiego in questa parte del cantone. Esiste una centrale nucleare a Mühleberg.
L'area attorno al Lago di Bienna è rinomata per la produzione di vino.
Il Giura bernese e il distretto bilingue di Bienna sono rinomati per la loro industria di precisione e per l'industria degli orologi.

## Società

### Evoluzione demografica
La popolazione del cantone è principalmente di lingua tedesca e protestante, mentre la minoranza francofona risiede soprattutto vicino al confine con il Canton Giura.
| %     | Ripartizione linguistica (gruppi principali) |
| ----- | -------------------------------------------- |
| 84,3% | madrelingua tedesca                          |
| 10,6% | madrelingua francese                         |
| 3,1%  | madrelingua italiana                         |

## Distretti
Il cantone di Berna era diviso in 26 Amtsbezirke fino al 1º gennaio 2010, quando è stato riorganizzato in cinque Verwaltungsregionen (regioni amministrative) e dieci Verwaltungskreise (circondari amministrativi):
- Giura Bernese, Giura Bernese, con capoluogo Courtelary
- Berna-Altipiano svizzero, Berna-Altipiano svizzero, con capoluogo Berna
- Emmental, Emmental-Alta Argovia, con capoluogo Langnau im Emmental
- Alta Argovia, Emmental-Alta Argovia, con capoluogo Wangen an der Aare
- Frutigen-Niedersimmental, Oberland, con capoluogo Frutigen
- Interlaken-Oberhasli, Oberland, con capoluogo Interlaken
- Obersimmental-Saanen, Oberland, con capoluogo Saanen
- Thun, Oberland, con capoluogo Thun
- Bienne, Seeland, con capoluogo Bienne
- Seeland, Seeland, con capoluogo Aarberg

## Località
Il cantone di Berna conta quindici città con più di 10 000 abitanti:
- Berna
- Bienne
- Thun
- Köniz
- Ostermundigen
- Burgdorf
- Steffisburg
- Langenthal
- Muri bei Bern
- Spiez
- Worb
- Ittigen
- Lyss
- Münsingen
- Belp
- Rumendingen